# David Quammen
David Quammen (Cincinnati, 24 de fevereiro de 1948) é um escritor, jornalista e divulgador científico norte-americano. Em 2005 ganhou o prêmio National Magazine Award, pelo ensaio Was Darwin Wrong?.
Em 2012 publicou o best-seller Spillover: Animal Infections and the Next Human Pandemic, obra que descreve uma pandemia global, baseada em estudos da comunidade científica. Oito anos depois, a pandemia de COVID-19 assolaria o mundo, dizimando milhões de pessoas.

## Biografia
Quammen nasceu em 24 de fevereiro de 1948 em Cincinnati, onde passou a infância e a maior parte da adolescência. Sua mãe era dona de casa e seu pai trabalhava na área de pesquisa e desenvolvimento da Procter & Gamble. Concluiu o ensino médio em 1966 no St. Xavier High School [en], tradicional colégio de Cincinnati, administrado por jesuítas. Depois foi para Connecticut, onde se formou em Literatura inglesa na Universidade Yale, tendo como professor e mentor o poeta e novelista Robert Penn Warren [en], de quem se tornou amigo. Quammen tinha como autor favorito, o romancista norte-americano William Faulkner. Concluído o curso, foi para a Inglaterra para fazer pós-graduação na Universidade de Oxford, obtendo o título de Rhodes Scholarship [en], depois de concluir sua tese sobre os romances de Faulkner. Terminados os dois anos de pós-graduação, retornou aos Estados Unidos, indo morar na cidade de Bozeman, em Montana, onde fez cursos de graduação em Zoologia na Universidade de Montana.
Quando me mudei para Montana em 73, eu tinha uma vara de pescar, um ônibus Volkswagen, uma caixa de livros, alguns milhares de dólares de economias e a ambição de escrever um grande romance. Não conhecia ninguém em Montana e nunca havia estado lá antes. Então, de certa forma, foi uma época realmente maravilhosa e emocionante. Eu tinha vinte e cinco anos e, por outro lado, foi uma época meio solitária e miserável, porque eu estava tentando recomeçar.— Quammen em entrevista, 2001.
Quammen começou a escrever resenhas de livros para a fundação The Christian Science Monitor e, entre o final dos anos 70 e início dos 80, ensaios de zoologia como freelancer para revistas. A partir de então descobriu sua vocação para ensaísta e para o jornalismo científico. Em 1987 começou a trabalhar na obra The Song of the Dodo, cujo desenvolvimento durou oito anos, pois nessa época também escrevia uma coluna chamada Natural Acts para a Outside (revista) [en], que fez durante cerca de quinze anos. A partir de 1987 passou a dedicar-se exclusivamente a escrever obras não ficcionais. Além de dedicar-se a dar palestras, escreve  artigos para jornais e revistas como The New York Times, National Geographic, Harper's Magazine, Rolling Stone e The New Yorker.
Livro Spillover

Com a experiência em ensaios publicados sobre doenças provocadas por vírus, como a ebola, Quammen publicou em 2012 o best-seller Spillover: Animal Infections and the Next Human Pandemic, que menciona uma grande epidemia já esperada pela comunidade científica, com as características da pandemia de COVID-19, que assolaria a humanidade oito anos depois. Spillover (termo em inglês que significa "transbordamento") refere-se à forma como ocorre o início da epidemia, ou seja, o "transbordamento" do vírus de um animal para um humano. A obra foi publicada em língua portuguesa em 2020 com o título Contágio: Infecções de origem animal e a evolução das pandemias. No prefácio do livro, o autor menciona a probabilidade do que chamou de "a Next Big One", uma pandemia global nos moldes do surto de gripe de 1918. Segundo ele, as probabilidades disso ocorrer seriam ainda maiores, não apenas pela maneira como o homem perturba os habitats selvagens, mas também porque pode-se por exemplo entrar em um avião imediatamente depois desse contato.

## Obras

### Não-ficção
- Natural Acts: A Sidelong View of Science and Nature; 1985 (Avon Books reprint 1996. ISBN 0-380-71738-7)
  - Natural Acts: A Sidelong View of Science and Nature (revisado e ampliado, com nova introdução); W. W. Norton, 2009. ISBN 978-0-393-33360-2
- The Flight of the Iguana: A Sidelong View of Science and Nature; Scribner, 1988. ISBN 0-684-83626-2
- The Song of the Dodo: Island Biogeography in an Age of Extinctions; Scribner, 1996 (reimpresso em 1997). ISBN 0-684-82712-3[6]
- Wild Thoughts From Wild Places; Scribner, 1999. ISBN 0-684-85208-X
- The Boilerplate Rhino: Nature in the Eye of the Beholder; Scribner, 2001. ISBN 0-7432-0032-2
- Monster of God : the man-eating predator in the jungles of history and the mind (2003), New York: W. W. Norton ISBN 0393051404[7][8]
- The Reluctant Mr. Darwin: An Intimate Portrait of Charles Darwin and the Making of His Theory of Evolution (Great Discoveries); W. W. Norton, 2006.  ISBN 978-0-393-32995-7[9]
- Spillover: Animal Infections and the Next Human Pandemic; W. W. Norton, 2012. ISBN 978-0-393-06680-7[10]
- Ebola: The Natural and Human History of a Deadly Virus;  W. W. Norton & Company, 2014. ISBN 0393351556 [11]
- The Chimp and the River: How AIDS Emerged from an African Forest; W. W. Norton, 2015. ISBN 978-0-393-35084-5[12]
- The Tangled Tree: A Radical New History of Life; Simon & Schuster, 2018. ISBN 9781476776644[13]
- "The Sobbing Pangolin: How a threatened animal may be linked to the [Covid-19] pandemic's beginnings", The New Yorker, 31 de agosto de 2020, pp. 26–31. "É necessário mais pesquisas [...]. com maior amostragem em animais selvagens. Mais estudos de genomas. Maior conhecimento sobre o fato que infecções de origem animal podem tornar-se infecções humanas [...] Vivemos em um mundo de viroses, e mal começamos a entender este COVID-19. (p. 31.)

### Ficção
- To Walk the Line, 1970.
- Walking Out, 1980, tema do filme Walking Out de 2017.
- The Zolta Configuration, 1983.
- The Soul of Viktor Tronko, 1987.
- Blood Line: Stories of Fathers and Sons, 1988.

## Prêmios e honrarias
- 1970 Rhodes Scholarship [en][1]
- 1988 Guggenheim Fellowship[14]
- 1996 Academy Award in Literature da American Academy of Arts and Letters [15]
- 1996 Prêmio Natural World Book [en][16]
- 1997 Prêmio de Excelência em Jornalismo Helen Bernstein Book [en][17]
- 1997 Prêmio de Literatura da Lannan Foundation [en][18]
- 1997 Medalha John Burroughs[19]
- 2000 Doutorado honorário pela Sistema Universitário do estado de Montana [en][20]
- 2001 PEN/Diamonstein-Spielvogel Award for the Art of the Essay [en] pela obra The Boilerplate Rhino[21]
- 2005 National Magazine Award[22]
- 2009 Doutorado honorário pelo Colorado College [en][23]
- 2012 Prêmio Stephen Jay Gould Prize pela Sociedade para o Estudo da Evolução [en][24]
- 2013 Medalhas Andrew Carnegie para a Excelência na Ficção e Não Ficção, finalista pela obra Spillover[25]